# Sydney Penny
Sydney Margaret Penny  (nacida el 7 de agosto de 1971) es una actriz estadounidense. Es conocida por su papel de Julia Santos Keefer en la telenovela Todos Mis Niños, y Samantha "Sam" Kelly en la telenovela de la CBS Belleza y poder. Ella también protagonizó en 1998 la serie de la WB televisiva Hyperion Bay, y como la adolescente protagonista en el film de 1985 con Clint Eastwood titulado El jinete pálido.

## Carrera
Nacida en Nashville, Tennessee, y criada en Chatsworth, California, hija del exdirector de banda y comediante de Western Swing Hank Penny y su esposa, Shari. Tuvo aparición temprana en la miniserie El pájaro espino cuándo sólo tenía 11 años cómo Maggie. También apareció como Dani en The New Gidget y como una joven obsesionada con palomas en un episodio de la serie policial T. J. Hooker. A la edad de 13 años, Penny interpretó a Megan Wheeler en el western de Clint Eastwood titulado Pale Rider (El jinete pálido), estrenado el 26 de junio de 1985. Por esta interpretación fue galardonada con el Premio Young Artist en su 7ª edición en diciembre de 1985.
Ella puso voz a Lucy Furgoneta Pelt en el especial televisivo It's Magic, Charlie Brown (1981).
Interpretó el papel de Julia Santos Keefer en la telenovela All My Children, de 1993 a 1996, con apariciones especiales en 1997 y 2002 y regresó al programa en 2005. Penny dejó el programa en mayo de 2008 cuando Julia fue asesinada.
Penny también apareció en las series de Santa Barbara como B. J. Walker durante 1992-1993, Sunset Beach como Meg Cummings (reemplazando a Susan Ward en 1999), Beverly Hills, 90210 e Hyperion Bay como Jennifer.
En agosto de 2003, fue elegida como Samantha Kelly en The Bold and the Beautiful. El personaje nunca se dio cuenta y Penny pasó a un estado recurrente a fines de 2004. Ella apareció por última vez el 26 de abril de 2005, y se reunió con All My Children unos meses más tarde. Ella se quedó con el programa durante tres años adicionales.
Penny ha seguido siendo buena amiga de su ex coprotagonista en All My Children, Sarah Michelle Gellar.

## Filmografía
| - Jinete pálido (1985) como Megan Wheeler. - Hyper Sapien: People from Another Star (1986) como Robyn. - Bernadette (1988, francés) como Bernadette Soubirous. - La Passion de Bernadette (1988, francés) como Bernadette. - In the Eye of the Snake (1990) como Malika. - Enchanted (1998) como Natalie Ross. - The Pawn (1998) como Megan. - Little Red Wagon (2012) como Ashley Lagare. - Ambush at Dark Canyon (2012) como Madeleine Donovan. - The Perfect Summer (2013) como Alyssa. - Heart of the Country (2013) como Candace. - Heritage Falls (2016) como Heather Fitzpatrick. - Mountain Top (2017) como Juez Coberg. | - It's Magic, Charlie Brown (1981, película de televisión) como Lucy Furgoneta Pelt (voz). - Fama (1982, como estrella invitada) como Susan Marshall. - El pájaro espino (1983, miniserie de televisión) como la joven Meggie Cleary. - T. J. Hooker (1983) como Katie Abrigos. - Silver Spoons (1984) como Billie. - El cuarto Rey Mago (1985, película de televisión) como Shameir. - News at Eleven (1985, película de televisión) como Melissa Kenley. - The Twilight Zone (1986) como Mary Miletti. - The New Gidget (1986-1987) como Dani - Child of Darkness, Child of Light (1991, película de televisión) como Margaret Gallagher. - Santa Barbara (1992-1993) como B.J. Walker. - All My Children (1993-2008) como Julia Santos Keefer. - Hearts Adrift (1996, película de televisión) como Maxine (Max) Deerfield. | - Hyperion Bahía (1998-1999, papel principal) como Jennifer Worth. - Sunset Beach (1999, provisional recast) como Meg Cummings. - Beverly Hills, 90210 (2000) como Josie Oliver. - Largo Winch (2001-2003) como Alegría Arden. - The Bold and the Beatiful (2003-2005) como Samantha Kelly. - Hidden Places (2006, película de televisión) como Eliza Monteclaire Wyatt. - The Wish List (2010, película de televisión (Hallmark)) como Chloe. - Days of Our Lives (2011) como Dr. Liv Norman. - Drop Dead Diva (2011; episodio #3.6) como CEO. - The Wife He Met Online (2012, película de televisión) como Georgia. - Pretty Little Liars (2014-2015) como Leona Vanderwaal. - Killer Crush (2015, película de televisión) como Gaby. |